# Sam Mendes
Samuel Alexander Mendes (Reading, Berkshire, 1 de agosto de 1965) es un director de cine y teatro inglés.

## Biografía
Sam Mendes nació en Reading (Berkshire) el 1 de agosto de 1965. Es el único hijo de Valerie Mendes (de soltera, Barnet), escritora de literatura infantil, y de Jameson Peter Mendes, profesor universitario. Su padre, oriundo de Trinidad y Tobago, es de origen portugués e italiano, y su madre es inglesa. Su abuelo paterno fue el escritor trinitense Alfred Hubert Mendes. Sus padres se divorciaron cuando él era niño.
Estudió en la Universidad de Cambridge. 
Se casó con Kate Winslet en 2003. Su hijo, Joe Alfie Winslet-Mendes, nació el 22 de diciembre de 2003. También tiene una hijastra, Mia Honey Threapleton, hija del primer matrimonio de Winslet con el asistente de dirección inglés Jim Threapleton. El 15 de marzo de 2010, el matrimonio se separó.

## Carrera
En teatro dirigió, entre otras obras, Cabaret.
Por su ópera prima en cine, American Beauty, recibió un Oscar a Mejor Director. En el año 2000 fue ordenado Comendador de la Orden del Imperio Británico.

## Filmografía
| Año  | Película              |
| ---- | --------------------- |
| 1993 | Cabaret (TV)          |
| 1996 | Company (TV)          |
| 1999 | American Beauty       |
| 2002 | Camino a la perdición |
| 2005 | Jarhead               |
| 2008 | Revolutionary Road    |
| 2009 | Away We Go            |
| 2012 | Skyfall               |
| 2015 | Spectre               |
| 2019 | 1917                  |

## Premios y nominaciones

### BAFTA
| Año  | Categoría      | Película        | Resultado |
| ---- | -------------- | --------------- | --------- |
| 2000 | Mejor director | American Beauty | Nominado  |
| 2020 | Mejor director | 1917            | Ganador   |

### Laurence Olivier
| Año  | Categoría      | Trabajo      | Resultado |
| ---- | -------------- | ------------ | --------- |
| 2018 | Mejor director | The Ferryman | Ganador   |

### Óscar
| Año  | Categoría      | Película        | Resultado |
| ---- | -------------- | --------------- | --------- |
| 1999 | Mejor director | American Beauty | Ganador   |

### Globo de Oro
| Año  | Categoría      | Película           | Resultado |
| ---- | -------------- | ------------------ | --------- |
| 2000 | Mejor director | American Beauty    | Ganador   |
| 2009 | Mejor director | Revolutionary Road | Nominado  |
| 2020 | Mejor director | 1917               | Ganador   |

### Premio de la Crítica Cinematográfica
| Año  | Categoría      | Película        | Resultado |
| ---- | -------------- | --------------- | --------- |
| 1998 | Mejor director | American Beauty | Ganador   |

### Tony
| Año  | Categoría      | Trabajo      | Resultado |
| ---- | -------------- | ------------ | --------- |
| 2018 | Mejor director | The Ferryman | Ganador   |